# 五甲路
五甲路（Wujia Rd.）為高雄市鳳山區的南北向重要幹道，本道路共分成三個部分，編號都是市道183號。起端於鳳山區中山路口接維新路，末端接五甲媽祖港橋與前鎮區中山四路交會，同時是市道183號終點，續行鎮中路往草衙。是鳳山市區往五甲、國道一號五甲交流道及前鎮區的重要道路。

## 行經行政區域
（由北至南）
- 鳳山區

## 分段
五甲路共分成三個部份，屬市道183號：
- 五甲一路：北起於中山路口接維新路，南於臨海路口右行接五甲二路（直行接五甲交流道）。
- 五甲二路：北於臨海路口接五甲一路，南於自強一路、自強二路口接五甲三路。
- 五甲三路：北於自強路口接五甲二路，南於中山四路口接鎮中路。

## 沿線設施
（由北至南）
- 五甲一路
  - 中山路
  - 老牌周燒肉飯五甲店
  - 摩斯漢堡五甲店
  - 南門公園（立信街口）
  - 芳其牛排館
  - 玉山銀行鳳山分行
  - 克來商旅克來大飯店
  - 全國電子鳳山二門市
  - 全家便利商店鳳山光華店
  - 台灣中油加油站五甲站
  - 流行服飾館思夢樂（页面存档备份，存于）五甲店
  - 家樂福超市五甲店
  - 台糖加油站國泰站
  - 鳳農市場
  - 春天藝術大飯店
  - 高雄市鳳山區農會信用部市場分部
  - 統一速邁樂精工加油站鳳翔站
  - 臨海路（往南接中山高速公路372 五甲）
- 五甲二路
  - 台灣中油甲洲加油站
  - 全家便利商店鳳山鳳爺店
  - 鳳山一甲郵局
  - 極鮮火鍋五甲店
  - 石頭烤肉五甲店
  - 台亞鯨世界五甲加油站
  - 家樂福量販店五甲店
  - 合作金庫銀行五甲分行
  - 台灣銀行五甲分行
  - 八方雲集五甲店
  - 南華路（往東接台88線）
  - 燦坤3C五甲店
  - 中華電信五甲服務中心
  - 土地銀行五甲分行
  - HONDA隆陽汽車鳳山展示中心/服務廠
  - 匯豐銀行鳳山分行
  - 陽信銀行五甲分行
  - 寶雅生活館五甲店
  - 俗俗的賣生鮮超市五甲店
  - 高雄市鳳山區五甲國小（页面存档备份，存于）（五甲二路424號）
  - 高雄市政府警察局鳳山分局五甲派出所（五甲二路472號1樓）
  - 高雄市政府消防局五甲分隊（五甲二路472號1樓）
  - 高雄市鳳山區第二戶政事務所（五甲二路472號4樓）
  - 高雄市鳳山區公所五甲里聯合辦公處（五甲二路472號6樓）
  - 高雄市五甲青少年中心（五甲二路472號7樓）
  - 九乘九文具專家高雄五甲店
  - 東急屋百貨連鎖五甲店
  - 京城銀行五甲分行
  - 生力美食五甲店
  - 全國電子五甲三門市
  - 華南銀行五甲分行
  - 協善心德堂(五甲關帝廟)
  - 7-Eleven天虹門市
  - 中國信託五甲分行
  - 康是美五甲門市
  - 五甲自強夜市（自強路口）
- 五甲三路
  - 台新銀行五甲分行
  - 佳龍藥局五甲店
  - 五甲郵局
  - 丹丹漢堡五甲店
  - 順發3C五甲店
  - 高雄市立福誠高級中學
  - 肯德基五甲店
  - 前鎮河
  - 五甲媽祖港橋
  - 捷運前鎮高中站
  - 中山四路

### 鄰近商圈
- 五甲商圈

## 公車資訊
- 五甲一路
  - 高雄客運
    - 87 鳳山轉運站（捷運大東站）－誠義里－中崙－鳳山－建軍站
    - 8039 鳳山－五甲－高雄－岡山－茄萣

  - 統聯客運（市區公車）
    - 25 瑞豐站－歷史博物館

  - 港都客運
    - 橘8 建軍站（捷運衛武營站）－鳳山車站－鳳山轉運站（捷運大東站）－過埤派出所

  - 東南客運
    - 紅10 五甲幹線 過埤派出所－捷運前鎮高中站－前鎮高中

- 五甲二路
  - 高雄客運
    - 8039 鳳山－五甲－高雄－岡山－茄萣

  - 統聯客運（市區公車）
    - 25 瑞豐站－歷史博物館

  - 東南客運
    - 紅10 五甲幹線 過埤派出所－捷運前鎮高中站－前鎮高中

  - 義大客運
    - 8505 義大客運－捷運前鎮高中站

- 五甲三路
  - 高雄客運
    - 8039 鳳山－五甲－高雄－岡山－茄萣

  - 統聯客運（市區公車）
    - 25 瑞豐站－歷史博物館

  - 東南客運
    - 紅10 五甲幹線 過埤派出所－捷運前鎮高中站－前鎮高中
    - 紅11 過埤派出所－前鎮高中

  - 義大客運
    - 8505 義大客運－捷運前鎮高中站

## 公共自行車
- 高雄市公共自行車租賃系統：
  - 安化門遺址：五甲一路/立志街口(西南側)
  - 福誠高中：五甲三路/五甲三路295巷東北側

## 相關連結
- 高雄市主要道路列表